# اولگینو

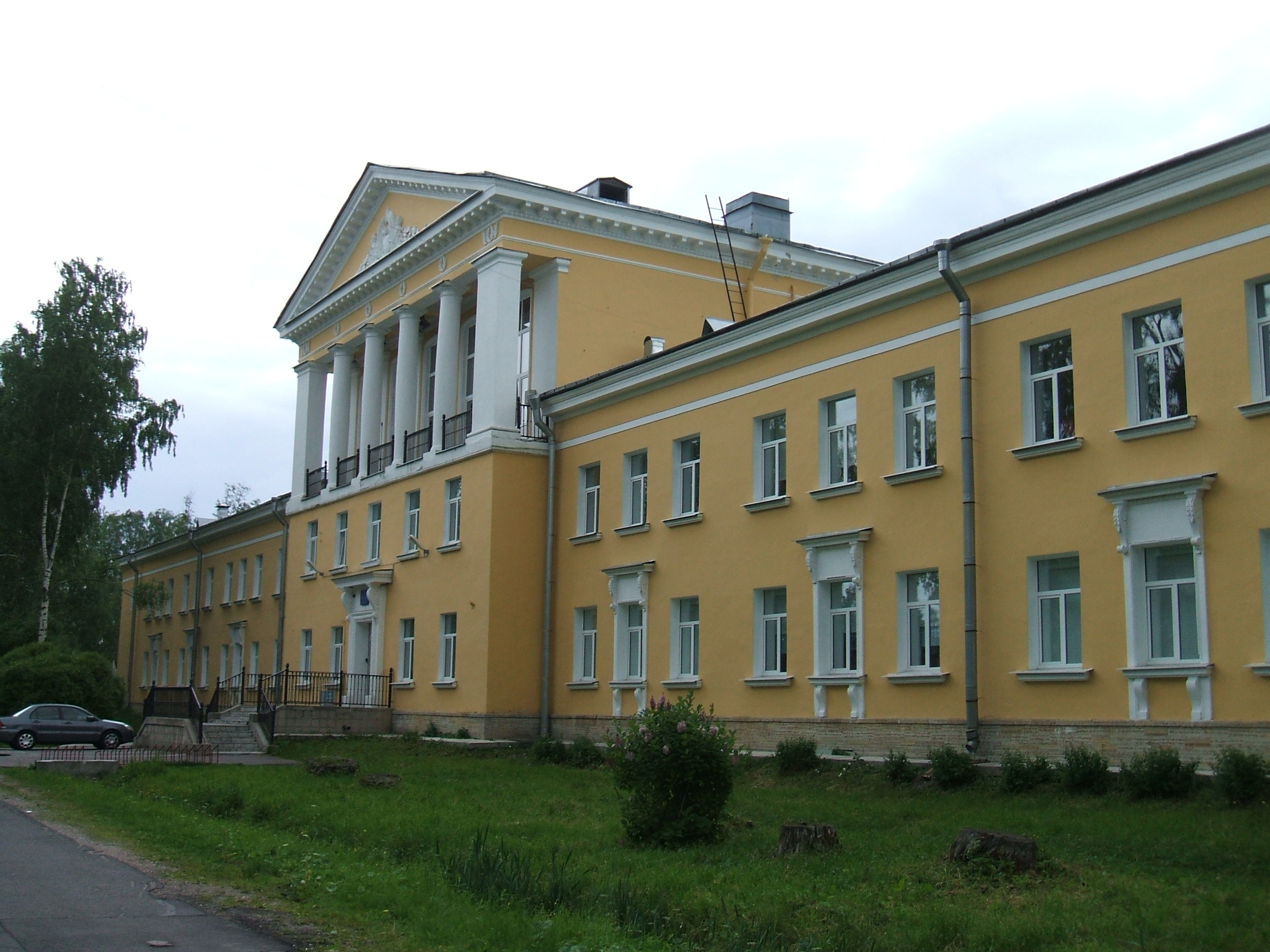
یک ساختمان مدرسه در اولگینو

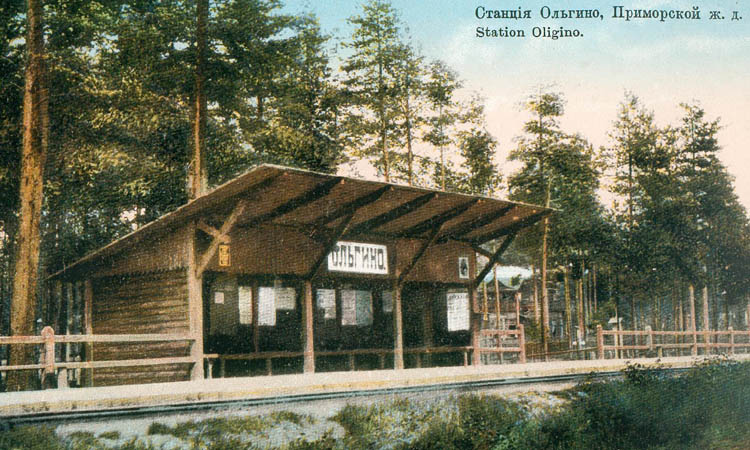
ایستگاه راه‌آهن اولگینو از راه‌آهن پری‌موراسکی در اوایل قرن بیستم

اولگینو (روسی: О́льгино) یک منطقه تاریخی در ناحیه شهرداری لاختا-اولگینو در سن پترزبورگ، روسیه است که در جنوب غربی منطقه لاختا و شرق لیسی نوس قرار دارد. این بخش از ساحل خلیج نوا در اواسط قرن نوزدهم متعلق به کنت استنباک-فرمور، از تبار سوئدی بود که نام آن را به احترام همسرش اولگا گذاشت. در اوایل قرن بیستم، اولگینو به عنوان یک روستای داچای ثروتمند در شمال پایتخت روسیه ظهور کرد. از جمله ساکنان آن می‌توان به شاعر کورنی چوکوفسکی اشاره کرد. اولگینو در ژانویه ۱۹۶۳ به شهر لنینگراد ملحق شد.